# Langue des signes jordanienne
La langue des signes jordanienne (en arabe : الأردنية مترجمي لغة الإشارة, transcription : Lughet il-Ishara il-Urduniyyeh, LIU) est la langue des signes utilisée par les personnes sourdes et leurs proches en Jordanie.

## Caractéristiques
La langue des signes libyenne fait partie de la famille de la langue des signes arabe.
Al-Fityani et Padden ont réalisé une étude montrant les similarités et les différences entre la LIU et d'autres langues des signes utilisées dans des pays arabophones comme les langues des signes palestinienne (en) (PSL), koweïtienne (en) (KSL), libyenne (LSL) et bédouine d'Al-Sayyid (en) (ABSL) ; avec la langue des signes américaine (ASL) comme point de référence, cette dernière étant comparée dans l'espoir qu'il y ait peu de ressemblances avec la LIU. Cependant, des professionnels jordaniens travaillant avec des personnes sourdes ont étudié aux États-Unis et quelques Jordaniens sourds ont étudié à l'Université Gallaudet, ce qui peut entraîner des emprunts lexicaux à partir de l'ASL.
|                                | PSL (en) | KSL (en) | LSL  | ABSL (en) | ASL  |
| ------------------------------ | -------- | -------- | ---- | --------- | ---- |
| Identiques                     | 35 %     | 22 %     | 16 % | 15 %      | 7 %  |
| Liés                           | 23 %     | 18 %     | 18 % | 9 %       | 10 % |
| Apparentés (identiques + liés) | 58 %     | 40 %     | 34 % | 24 %      | 17 % |
| Différents                     | 42 %     | 60 %     | 66 % | 76 %      | 83 % |

Al-Fityani et Padden concluent ces langues des signes sont des langues distinctes, pas des dialectes, et ne sont pas liés historiquement. Des similitudes dans leurs vocabulaires peuvent être attribués au partage de valeurs culturelles similaires et de répertoires gestuels. Ces résultats découlent de l'évolution historique des langues des signes dans le monde arabe qui se développent largement dans les institutions familiales, par opposition à des mesures éducatives, comme dans le modèle occidental. En effet, les systèmes éducatifs organisés dans le monde arabe sont relativement jeunes.